# Mets Mantasj
Mets Mantasj (armeniska: Մեծ Մանթաշ: stora Mantasj) är en ort i Armenien. Den ligger i provinsen Sjirak, i den nordvästra delen av landet, 60 kilometer nordväst om huvudstaden Jerevan. Mets Mantasj ligger 1 962 meter över havet och antalet invånare är 1 973.
Terrängen runt Mets Mantasj är lite bergig. Närmaste större samhälle är Maralik, 17,6 kilometer väster om Mets Mantasj.
Trakten runt Mets Mantasj består i huvudsak av gräsmarker. Runt Mets Mantasj är det ganska tätbefolkat, med 104 invånare per kvadratkilometer.